# Estación Refugio (Guadalajara)
Refugio es la octava estación de la Línea 1 del Tren Ligero de Guadalajara en sentido norte a sur, y la décimo-tercera en sentido opuesto.
Su nombre alude al templo de Nuestra Señora del Refugio situado en el camellón central de la Calzada del Federalismo y bajo la cual corre el tramo subterráneo de la línea 1. Esta iglesia es una de las más distintivas en la Zona Metropolitana de Guadalajara por su arquitectura, la avenida fue construida en 1978, cuando se amplió la antigua calle de Moro. Durante la construcción del túnel para el Trolebús (antecesor del Tren Ligero), los feligreses se negaron a la demolición de esta iglesia.
La estación presta servicio a las colonias o barrios de La Capilla, Sagrada Familia, El Santuario y al Centro de la Ciudad.
Su logo representa la fachada frontal del templo.  Tiene entradas y salidas en el Parque del mismo nombre, así como en el camellón justo en la entrada del templo y en la acera poniente de la avenida.

## Puntos de interés
- Templo de Nuestra Señora del Refugio
- Parque del Refugio
- Parroquia del Dulce Nombre Jesús
- Museo de la Ciudad.
- Colonias como: La Capilla De Jesús, El Santuario
- Escuela secundaria Mixta N° 70
- Mercado IV Centenario
- Hospital Santa Margarita
- Escuela De Enfermería Florence Nightingale

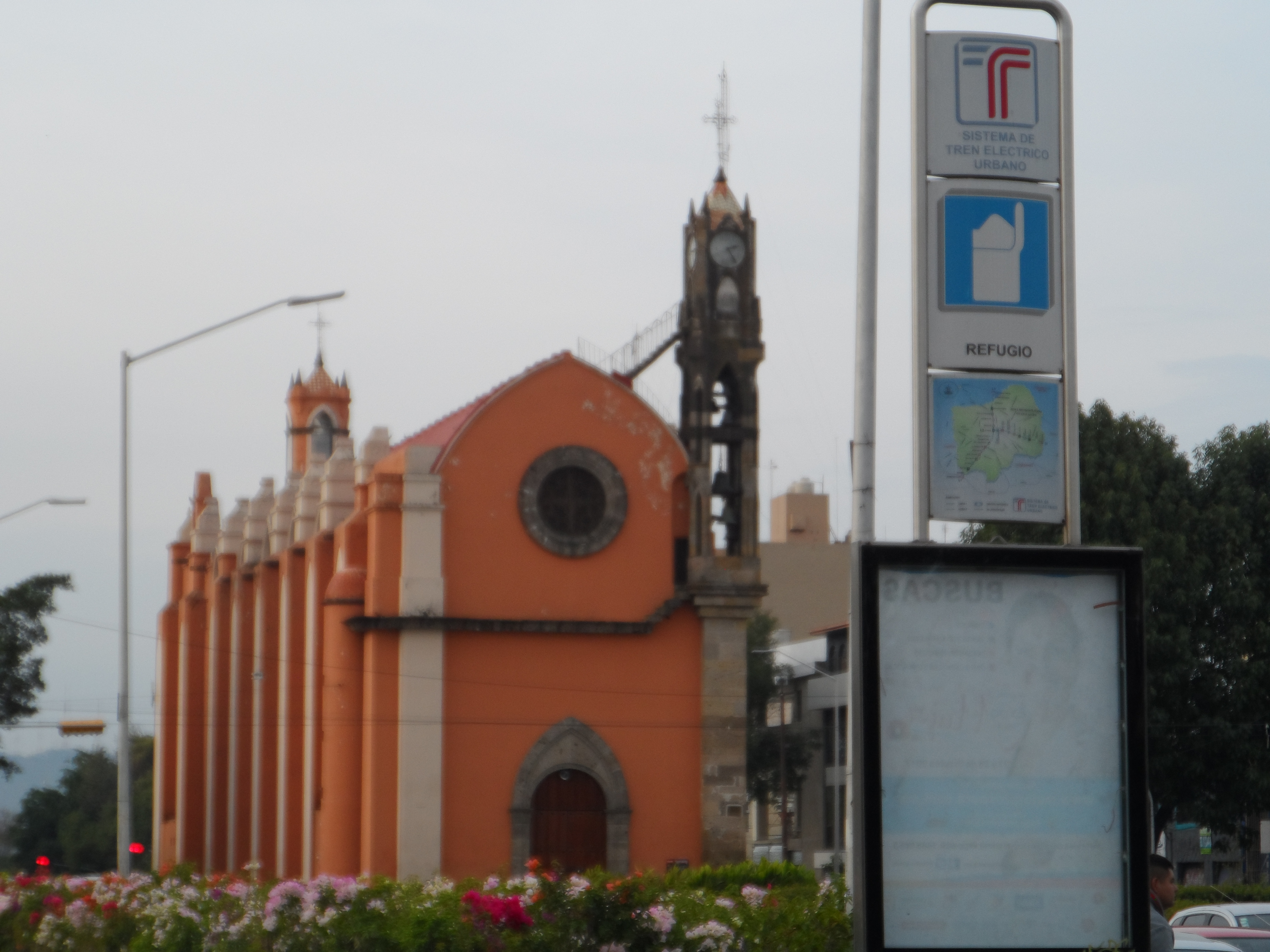
El "Templo del Refugio", construido sobre la estación homónima.

- Escultura Sincretismo
- Templo de San Diego Alcalá
- Templo de San Felipe Neri
- Preparatoria de Jalisco

- Datos: Q6103592